# Typhlodromus zhaoi
Typhlodromus zhaoi är en spindeldjursart som beskrevs av Wu och Li 1983. Typhlodromus zhaoi ingår i släktet Typhlodromus och familjen Phytoseiidae. Inga underarter finns listade i Catalogue of Life.